# 虾夷扇贝毒素
虾夷扇贝毒素（英語：Yessotoxin，YTX）一种聚醚类赤潮藻类毒素，在结构上与雪卡毒素相似。由赤潮元凶之一的甲藻产生，特别是多边舌甲藻（Lingulodinium polyedrum）和具刺膝沟藻（Gonyaulax spinifera）两种著名的甲藻。
当这些产虾夷扇贝毒素的甲藻大量繁殖时，毒素会在双壳纲扇贝（包括贻贝、扇贝和蛤蜊）可食用部分进行生物积累，从而进入食物链，对人类健康造成威胁。

## 历史
虾夷扇贝毒素在20世纪60年代在虾夷盘扇贝（Patinopecten yessoensis）中发现，后面又在海藻和其他贝类中发现了许多类虾夷扇贝毒素，包括45-羟基虾夷扇贝毒素和羧基虾夷扇贝毒素等。
科学家最初将虾夷扇贝毒素错误地将其归类为与氮杂螺环酸（原多甲藻酸）、冈田酸（软海绵酸）类似的腹泻性贝毒素（DSP）中。这类毒素可导致极度胃肠不适并促进癌症生长。当科学家意识到虾夷扇贝毒素不具有与其他毒素相同的毒理学作用机制（蛋白磷酸酶抑制剂）时，虾夷扇贝毒素因此被划分到新的分类中。

## 毒性
已开展了大量研究来评估虾夷扇贝毒素的潜在毒性，但迄今为止这些研究均未强调虾夷扇贝毒素对人体产生的任何毒性作用。然而，研究发现当虾夷扇贝毒素通过腹膜内注射给小鼠时，会对小鼠产生毒性作用。所遇到的毒性作用与麻痹性贝类毒素相似，包括肝毒性、心脏毒性和神经毒性。当虾夷扇贝毒素水平达到 100 μg/kg 时就会引起毒性作用。动物口服毒素后，仅观察到有限的毒性作用。虾夷扇贝毒素发挥毒性作用的机制尚不清楚，目前正在对此进行研究。一些研究表明其毒性机制与体内钙离子平衡改变有关。虾夷扇贝毒素还被证实具有遗传毒性。
虽然没有直接数据表明虾夷扇贝毒素对人体毒性有关，由于注意到显著的动物毒性，虾夷扇贝毒素潜在健康风险的问题仍然存在。虾夷扇贝毒素与贝类中存在的其他藻类毒素一样不会被加热或冷冻破坏。因此，包括新西兰、日本和欧洲在内的多个国家都对贝类中的虾夷扇贝毒素含量进行了监管。2002 年，欧盟规定每克供人类食用的贝类肉中含量不超过 1 μg YTX（1 mg/kg）。
虾夷扇贝毒素同时会引发核糖体毒性应激。